# Les Filles du calendrier
Pour plus de détails, voir Fiche technique et Distribution.
Les Filles du calendrier est un téléfilm français réalisée par Jean-Pierre Vergne, diffusé en 2002.

## Synopsis
Des amies décident de poser nues sur un calendrier municipal afin d'aider une mère célibataire qui sombre dans la misère.

## Fiche technique
Source : IMDb, sauf mention contraire
- Réalisateur : Jean-Pierre Vergne, Philippe Venault
- Scénariste : Julie Jézéquel
- Musique du film : Alain Pewzner
- Directeur de la photographie : Joël Labat
- Montage : Alain Caron
- Distribution des rôles : Fabienne Dubois et René Tollemer
- Création des décors : Anne Violet
- Création des costumes : Anne Autran, Marie-Line Joly
- Pays d'origine : France
- Genre : Comédie
- Durée : 90 minutes
- Date de diffusion : 2002

## Distribution
- Eva Mazauric : Maryline
- Elisabeth Margoni : Françoise
- Hélène Surgère : Fanny
- Julie Jézéquel : Catherine
- Catriona MacColl : Sue
- Marianne Anska : Anicée
- Marie Vernalde : Audrey
- Christian Brendel : le maire
- Jean-Yves Berteloot : Arnaud